# Problema del collezionista

Grafico del numero di oggetti, n contro il numero atteso di prove (cioè il tempo) necessarie per raccoglierli tutti, E(T)

Il problema del collezionista (coupon collector's problem in inglese) è un problema di teoria della probabilità e calcolo combinatorio in cui un collezionista intende ottenere tutti gli oggetti di una data collezione (ad esempio, figurine), ma ha modo di espandere la propria raccolta solo tramite estrazioni casuali di un numero finito di copie dalla collezione originale (i pacchetti di figurine).
È possibile formulare il problema come segue: «Se un album contiene n figurine, quanti pacchetti di figurine vanno acquistati in media per poter completare l'album?». Oppure: «Dato un insieme di n elementi distinti, quante estrazioni con ripetizione si prevede di eseguire prima di aver estratto ogni elemento almeno una volta?».Na
Un'analisi formale del problema rivela che il numero atteso di tentativi necessari cresce secondo {\displaystyle \Theta (n\log(n))}. Ad esempio, per n = 50 ci vogliono 225 tentativi per raccogliere tutte le 50 figurine.

## Soluzione

### Calcolo del valore atteso
Sia il tempo T il numero di estrazioni necessarie per ottenere tutte le n figurine, e sia ti il tempo per trovare la i-esima figurina dopo aver raccolto i − 1 figurine. Allora {\displaystyle T=t_{1}+\cdots +t_{n}}. Si considerino T e ti come variabili casuali . Si osservi che la probabilità di trovare una nuova figurina è {\displaystyle p_{i}={\frac {n-(i-1)}{n}}={\frac {n-i+1}{n}}}. Perciò, {\displaystyle t_{i}} è una distribuzione geometrica con valore atteso {\displaystyle {\frac {1}{p_{i}}}={\frac {n}{n-i+1}}}. Per linearità del valore atteso, si ha:
{\displaystyle {\begin{aligned}\operatorname {E} (T)&{}=\operatorname {E} (t_{1}+t_{2}+\cdots +t_{n})\\&{}=\operatorname {E} (t_{1})+\operatorname {E} (t_{2})+\cdots +\operatorname {E} (t_{n})\\&{}={\frac {1}{p_{1}}}+{\frac {1}{p_{2}}}+\cdots +{\frac {1}{p_{n}}}\\&{}={\frac {n}{n}}+{\frac {n}{n-1}}+\cdots +{\frac {n}{1}}\\&{}=n\cdot \left({\frac {1}{1}}+{\frac {1}{2}}+\cdots +{\frac {1}{n}}\right)\\&{}=n\cdot H_{n}.\end{aligned}}}
Qui, Hn è l'n-esimo numero armonico. Utilizzando l'analisi asintotica per i numeri armonici, si ottiene:
{\displaystyle \operatorname {E} (T)=n\cdot H_{n}=n\log n+\gamma n+{\frac {1}{2}}+O(1/n),}
dove {\displaystyle \gamma \approx 0.5772156649} è la costante di Eulero-Mascheroni.
Quindi, è possibile usare la disuguaglianza di Markov per delimitare l'intervallo di probabilità desiderato:
{\displaystyle \operatorname {P} (T\geq cnH_{n})\leq {\frac {1}{c}}.}
Quanto sopra può essere modificato leggermente per gestire il caso in cui siano già state raccolte alcune figurine. Sia k il numero di figurine già raccolte, allora:
{\displaystyle {\begin{aligned}\operatorname {E} (T_{k})&{}=\operatorname {E} (t_{k+1}+t_{k+2}+\cdots +t_{n})\\&{}=n\cdot \left({\frac {1}{1}}+{\frac {1}{2}}+\cdots +{\frac {1}{n-k}}\right)\\&{}=n\cdot H_{n-k}\end{aligned}}}
E per {\displaystyle k=0}, otteniamo il risultato di partenza.

### Calcolo della varianza
Sfruttando l'indipendenza delle variabili casuali ti, si ottiene:
{\displaystyle {\begin{aligned}\operatorname {Var} (T)&{}=\operatorname {Var} (t_{1}+\cdots +t_{n})\\&{}=\operatorname {Var} (t_{1})+\operatorname {Var} (t_{2})+\cdots +\operatorname {Var} (t_{n})\\&{}={\frac {1-p_{1}}{p_{1}^{2}}}+{\frac {1-p_{2}}{p_{2}^{2}}}+\cdots +{\frac {1-p_{n}}{p_{n}^{2}}}\\&{}<\left({\frac {n^{2}}{n^{2}}}+{\frac {n^{2}}{(n-1)^{2}}}+\cdots +{\frac {n^{2}}{1^{2}}}\right)\\&{}=n^{2}\cdot \left({\frac {1}{1^{2}}}+{\frac {1}{2^{2}}}+\cdots +{\frac {1}{n^{2}}}\right)\\&{}<{\frac {\pi ^{2}}{6}}n^{2}\end{aligned}}}
poiché {\displaystyle {\frac {\pi ^{2}}{6}}={\frac {1}{1^{2}}}+{\frac {1}{2^{2}}}+\cdots +{\frac {1}{n^{2}}}+\cdots } (vedi problema di Basilea).
Quindi, è possibile usare la disuguaglianza di Čebyšëv per delimitare l'intervallo di probabilità desiderato:
{\displaystyle \operatorname {P} \left(|T-nH_{n}|\geq cn\right)\leq {\frac {\pi ^{2}}{6c^{2}}}.}

### Stime agli estremi
È possibile derivare un limite superiore diverso a partire dalla seguente osservazione. Rappresentiamo con {\displaystyle {Z}_{i}^{r}} l'evento per cui l'{\displaystyle i}-esima figurina non è stata trovata nelle prime {\displaystyle r} estrazioni. Allora:
{\displaystyle {\begin{aligned}P\left[{Z}_{i}^{r}\right]\leq \left(1-{\frac {1}{n}}\right)^{r}\leq e^{-r/n}\end{aligned}}}
Pertanto, per {\displaystyle r=\beta n\log n}, si ottiene {\displaystyle P\left[{Z}_{i}^{r}\right]\leq e^{(-\beta n\log n)/n}=n^{-\beta }}.
{\displaystyle {\begin{aligned}P\left[T>\beta n\log n\right]=P\left[\bigcup _{i}{Z}_{i}^{\beta n\log n}\right]\leq n\cdot P[{Z}_{1}^{\beta n\log n}]\leq n^{-\beta +1}\end{aligned}}}.